# عالم صوفي
عالم صوفي (بالنرويجية: Sofies Verden) رواية كتبها جوستاين غاردر، نشرت في عام 1991 م. كتبها باللغة النرويجية وترجمت إلى لغات أخرى عديدة تجاوزت الخمسين لغة.
تتركز الرواية بشكل أساسي على حوارات بين صوفي أمندسن ورجل غامض اسمه ألبرتو كونكس. عالم صوفي تعتبر رواية ومدخلا أساسيا إلى علم الفلسفة.

## ملخص الأحداث
صوفي أمندسن هي فتاة في الرابعة عشر من عمرها، تعيش في النرويج عام 1990. تعيش مع قطها شريكان، وسمكتها الذهبية، وسلحفاتها، ووالدتها. والدها هو قبطان على ناقلة نفط، وهو بذلك متغيب معظم أوقات السنة، عموماً هو لا يظهر في الكتاب.
حياة صوفي تبدو متوترة مع بداية الكتاب، ويبدأ ذلك بأن تجد رسالتين غامضتين في صندوق بريدها فيها («من أنتِ؟»، و«من أين جاء العالم؟»)، ومن ثم بطاقة بريدية معنونة إلى «هيلد مولار كناج - بواسطة: صوفي أمندسن». وبعد ذلك تستقبل مغلفاً يحتوي على مجموعة أوراقٍ تجد فيها دروساً في الفلسفة.
بأسلوب تواصلٍ غامض، تصبح صوفي طالبة للفيلسوف «ألبرتو كنوكس» ذي الخمسة والخمسين عاما؛ والذي يبدأ مجهولاً تماماً، وتدريجياً يكشف عن نفسه شيئاً فشيئاً ليتبين أن الرسائل والأوراق الفلسفية كانت منه، ولكن البطاقة البريدية لم تكن كذلك، فهي مرسلة من «ألبرت كناج»، المايجور العامل في قوى حفظ السلام لدى الأمم المتحدة العاملة في لبنان.
يشرع ألبرتو بتعليم صوفي تاريخ الفلسفة، وذلك بسرد الأحداث الفلسفية الهامة بدءاً من "الفلسفة اليونانية قبل السقراطية"، وصولاً لـ"لفلسفة الوجودية الخاصة بـ"سارتر". وبالإضافة للدروس الفلسفية، بدون أن يدخل معها في تفاصيل الفلسفة الحديثة. تحاول صوفي وألبرتو كنوكس في صفحات هذه الرواية الكشف عن الأسرار الغامضة المرتبطة بـ «ألبرت كناج»، والذي يتبين أنه يمتلك قدرات خارقة للطبيعة (كقدرات الاله التي في مخيلة الناس في أيام الفايغكينس)
تتعلم صوفي لاحقاً عن فلسفات القرون الوسطى من خلال دروسها مع ألبرتو كنوكس الذي يظهر فيها مرتدياً زيّ راهب في كنيسة قديمة، وتتعلم عن جان بول سارتر في مقهى فرنسيّ، وذلك ليضع ألبرتو أمام صوفي الظروف والأساليب التدريسية المناسبة لكل درس فلسفي، وقد بدأ ألبرتو درسه بإرسال أسئلة لصوفي بوقت سابق لتتفكر فيها، ومن ثم يرسل لها الإجابات عن تلك الأسئلة عبر الدرس.
وكل هذه الدروس يقدمها ألبرتو كنوكس في قالب روائي، حيث يتداخل فيها ما هو أدبي وفلسفي وتاريخي وأحداث يومية تحصل لصوفي، في علاقاتها مع والدتها وأبيها وأصدقائها. ولكن الجزء الأكبر من الرواية هو الجزء الفلسفي القائم على الدروس الفلسفية، والأسئلة والعلاقة مع «ألبرت كناج» الذي نجده يتدخل في حياة صوفي بشكل خارق، ويحاول هنا «ألبرتو» تدريب صوفي مقاومة ذلك عبر تعليمها كل ما يعرف عن الفلسفة. والذي يؤكد لها بأن الفلسفة هي الطريق الوحيد لمعرفة الإجابات عن العالم.
تتداخل في الرواية أحداث تعتبر مستحيلة، حيث ترى صوفي مرة نفسها في المرآة تغمز بعينيها الاثنتين، وترى حقيقة سقراط وأفلاطون. ولكن ككتاب فلسفيّ ناجح، نجد الإجابة المقنعة عن كل تلك الأحداث الغريبة مع قراءة صفحات الرواية، حين تستطيع صوفي و«ألبرتو» الهروب من «ألبرت كناج».

## جائزة صوفي
جائزة صوفي هي جائزة بيئية دولية تقدر قيمتها بمائة ألف دولار أمريكي، كما أنها تمنح سنوياً وقد أنشئت عام 1997 م بواسطة الكاتب النرويجي جوستاين غاردر وزوجته سيري دنفيج وقد سميت علي اسم روايته المشهورة عالم صوفي. حاز عليها ستة عشر فائزا وفائزة من 1998 إلى 2013 

## تحويل الرواية إلى فيلم سينمائي
في عام 1999، تم تحويل عالم صوفي إلى فيلم نرويجي بواسطة كاتب السيناريو بيتر سكافلان، وإخراج إريك غوستافسون. لم يتم بثه على نطاق واسع خارج النرويج.

## صدور عالم صوفي في شكل رواية مصورة
رواية مصورة مستوحاة من عالم صوفي لجوستين غاردر وإنتاج غنسنت زايور ورسم نيكوبي، صدرت في مجلد أول بعنوان من سقراط إلى غاليليو وترجمة علاء الدين أبو زينة ونشر دار المنى.

## مواضيع الكتاب
1. جنة عدن
2. القبعة العالية
3. الأساطير
4. فلسفة طبيعية
5. ديموقريطوس
6. القدر
7. سقراط
8. أثينا
9. أفلاطون
10. شاليه ماجير
11. أرسطو
12. الهللينية
13. البطاقات البريدية
14. ثقافتان
15. القرون الوسطى
16. عصر النهضة
17. القوطية
18. ديكارت
19. سبينوزا
20. لوك
21. هيوم
22. بيركلي
23. بجركلي
24. عصر التنوير
25. كانت
26. الرومانسية
27. هيغل
28. كيركغارد
29. ماركس
30. داروين
31. فرويد
32. الحقبة المعاصرة
33. الاستقبال في الهواء الطلق
34. الطباق
35. الانفجار العظيم

## وصلات خارجية
- عالم صوفي على موقع الموسوعة البريطانية (الإنجليزية)
- آراء القراء على موقع أبجد حول رواية عالم صوفي